# Jugon-les-Lacs (Jugon-les-Lacs)
Jugon-les-Lacs ist eine Ortschaft und eine Commune déléguée in der französischen Gemeinde Jugon-les-Lacs - Commune nouvelle mit 1.822 Einwohnern (Stand: 1. Januar 2022) im Département Côtes-d’Armor in der Region Bretagne.
Der Erlass vom 27. November 2015 legte mit Wirkung zum 1. Januar 2016 die Eingliederung von Jugon-les-Lacs als Commune déléguée zusammen mit der früheren Gemeinde Dolo zur neuen Commune nouvelle Jugon-les-Lacs - Commune nouvelle fest.
Das typisch bretonische Dorf mit seinen blumengeschmückten Granithäusern wird gerne von Touristen besucht.

## Geografie
Zwischen Dinan (24 km östlich) und Saint-Brieuc (40 km westlich) ist es eingebettet zwischen den beiden Seen Étang Jugon und Lac Arguenon.
Die Entfernung zum Meer beträgt etwa 20 km (Ärmelkanal, frz. „La Manche“); nach Saint-Malo im Nordosten sind es etwa 50 km. Nördlich des Ortes verläuft die Route nationale N 176 / Europastraße 401, einige Kilometer südlich verläuft die N 12 / Europastraße 50. Der Ort liegt am Zusammenfluss der Rosette mit dem Arguenon.

## Geschichte

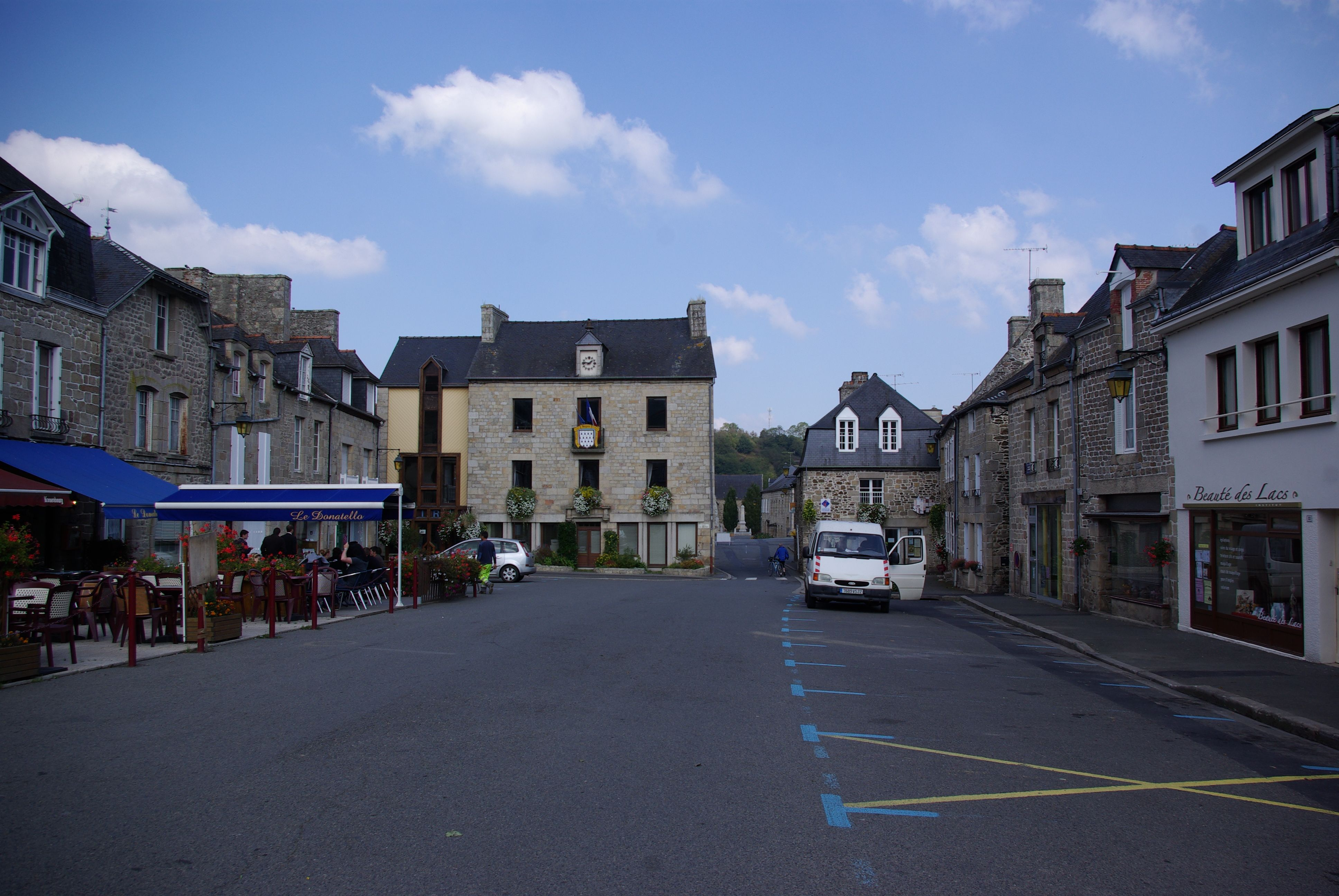
Der Markt mit Bürgermeisteramt (hinten)

Das erste Mal wurde der Ort 1034 in Verbindung mit der Errichtung des Schlosses erwähnt, die Eudon (oder Odo), dem ersten Herzog von Penthièvre zugeschrieben wird. Seit dem 12. Jahrhundert ist der Ort in den Händen der Herren von Dinan, die der Abtei Marmoutier Ländereien vermachten, damit dort ein Priorat gegründet würde. Im 13. Jahrhundert fiel die Gegend an Pierre de Dreux, Herzog der Bretagne. Im 14. Jahrhundert, während des Bretonischen Erbfolgekriegs, wechselte das Schloss mehrmals den Besitzer, bis es schließlich wieder in herzoglicher Hand war. Auf Geheiß Karls V. wurde es diesem aber 1373 wieder entzogen, nachdem er mit den Engländern paktiert haben soll. 1616 wurde das Schloss endgültig zerstört. Auf seinem Areal entstand ein Verwaltungs- und Handelsort.
1973 wurde die ehemalige Gemeinde durch Fusion der Orte Jugon, Lescouët-Jugon und Saint-Igneuc gebildet. Die Geschichte des Ortes ist eng mit dem Wasser verbunden, liegt die Gemeinde doch zwischen zwei Wasserläufen, die mehrere Mühlen antrieben und auch für die Textilfärberei genutzt wurden. In der Gegend hatte nämlich auch die Zucht von Schafen als Lieferanten für Wolle eine lange Tradition.
| Jahr          | 1962 | 1968 | 1975 | 1982 | 1990 | 1999 | 2008 | 2020 |
| ------------- | ---- | ---- | ---- | ---- | ---- | ---- | ---- | ---- |
| Einwohner     | 1444 | 1417 | 1292 | 1351 | 1283 | 1348 | 1833 | 1825 |
| Quelle: INSEE |      |      |      |      |      |      |      |      |

## Baudenkmäler
Siehe: Liste der Monuments historiques in Jugon-les-Lacs

## Partnerschaften
Seit 1975 bestand eine Partnerschaft mit der deutschen Gemeinde Lenzkirch im Hochschwarzwald. Die neue Gemeinde hat diese Partnerschaft übernommen und setzt sie fort.